# Ineos Britannia
Ineos Britannia (detto anche Ineos Team Uk) è un team velico britannico, challenger of record dell'America's Cup 2024 in rappresentanza del Royal Yacht Squadron. È guidato dal pluricampione olimpico Sir Ben Ainslie che ricopre il ruolo di team principal, amministratore delegato e timoniere.

## Storia
Il team è stato fondato nel 2012 come Ben Ainslie Racing, con l'ambizione di vincere l'America's Cup e riportare la "vecchia brocca" nel Regno Unito. Per motivi di sponsorizzazione è stato conosciuto anche come Land Rover BAR . Dal 2018 collabora con INEOS e ha assunto, pertanto, l'attuale denominazione. La squadra è attualmente di proprietà del fondatore e presidente di INEOS, Sir Jim Ratcliffe.

### Louis Vuitton Cup 2017
Nel 2017  la Ben Ainslie Racing ha partecipato alla Louis Vuitton Cup, tenutasi alle Bermuda. La squadra è stata eliminata dalla competizione da Team New Zealand in semifinale. I kiwi si sono imposti sugli inglesi con 5 regate vinte su 7 disputate.

### Prada Cup 2021
Nel 2021 il team ha preso parte alla Prada Cup nell'ambito della campagna per la 36° America's Cup di Auckland. Ineos Britannia si è distinto nella fase del round robin, riuscendo a totalizzare 6 vittorie su 6 regate disputate contro le avversarie Luna Rossa e American Magic. In finale, tuttavia, perdendo 7 delle 8 gare complessive, ha ceduto il passo al sodalizio italiano che, vincitore del trofeo, ha acquisito il diritto di sfidare il defender Emirates Team New Zealand nell'America's Cup 2021.

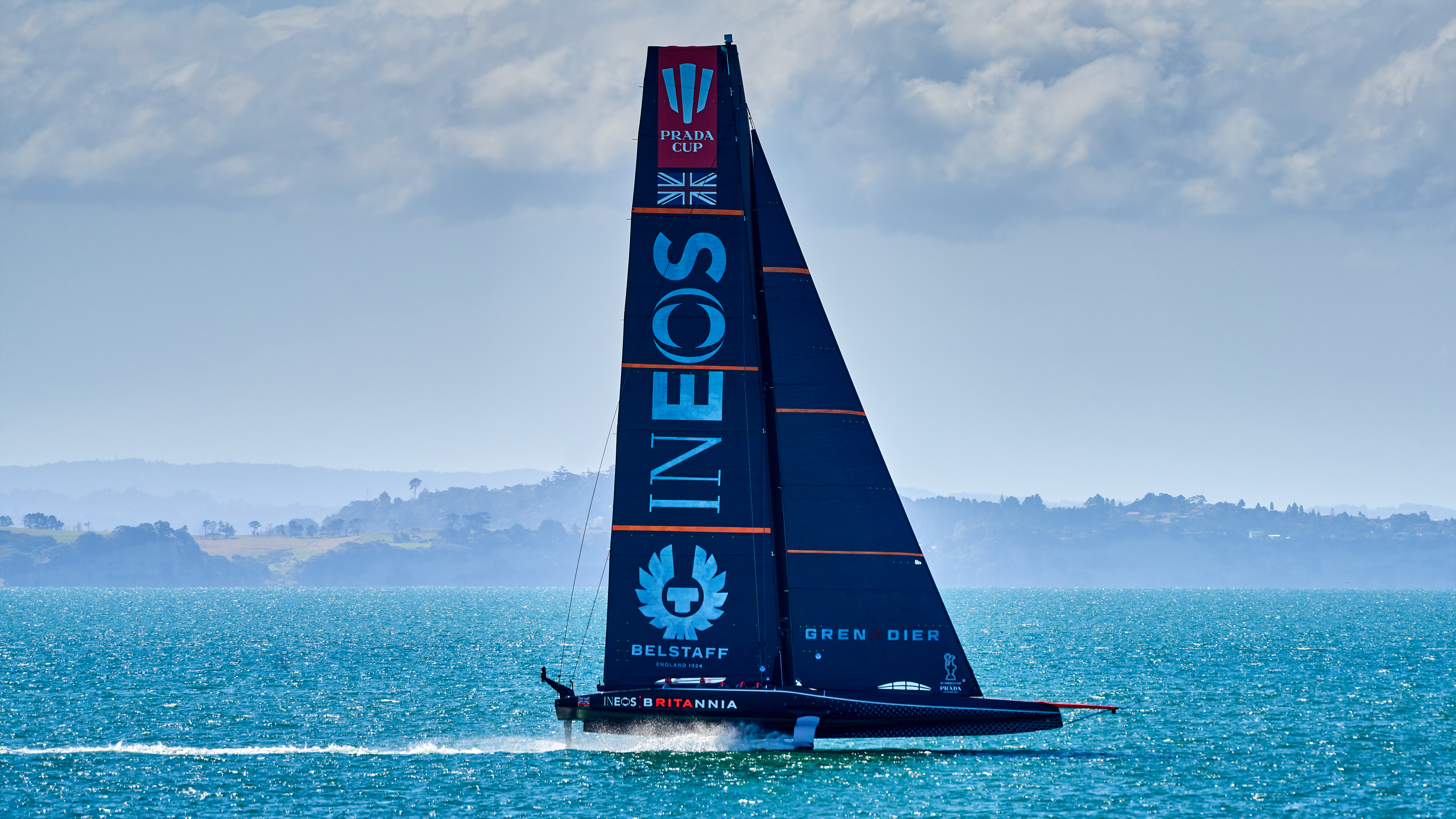
AC75 di Ineos Team UK alla Prada Cup 2021